# Албион (Небраска)
Албион (англ. Albion) — город и административный центр округа Бун, штат Небраска, США, расположен на берегу реки Бивер-Крик. По переписи 2010 года, население составляло 1650 человек.

## История
Поселение было основано 9 октября 1872 года. С его названием не могли определиться несколько недель, пока выбор не был сужен до Манчестер (в честь города в Массачусетсе) и Албион (в честь города в штате Нью-Йорк). Окончательное решение было принято после азартной игры 
юкер, в результате которой он получил название Албион. Первым зданием, построенным на месте города, была гостиница «Frontier». В 1873 году Албион был выбран в качестве административного центра округа Бун. Быстрому развитию города способствовало строительство железной дороги в 1880—1881 годах.

## География
По данным Бюро переписи населения США, общая площадь города составляет 2,56 км².
Согласно классификации климатов Кёппена, в Албионе влажный континентальный климат с холодной, сухой зимой и жарким летом. Наибольшее количество осадков выпадает в конце весны и в летние месяцы, а их среднее количество за год составляет 650 мм.

## Демография
По переписи 2010 года, общая численность населения составляла 1650 человек, в городе было 747 домохозяйств и 443 семьи. Плотность населения — 320,6 человека на км². Распределение населения по расовому признаку: белые — 98,4 %, афроамериканцы — 0,2 %, коренные народы США — 0,5 %, азиаты — 0,2 %, выходцы с тихоокеанских островов — 0,1 %, представителей других рас — 0,2 %, представителей двух или более рас — 0,4 %, латиноамериканцы — 1,8 %.
Средний возраст жителей составлял 47,9 лет. 21,6 % жителей были моложе 18 лет; 5,9 % — в возрасте от 18 до 24 лет; 19,5 % — в возрасте от 25 до 44 лет; 25,1 % — в возрасте от 45 до 64 лет; и 28,1 % — в возрасте 65 лет и старше. Гендерный состав был распределён следующим образом: 46,2 % мужчин и 53,8 % женщин.